# Schatzkammer der galanten Literatur
Die Schatzkammer der galanten Literatur ist eine Buchreihe, die zwischen 1964 und 1965 in zwölf Bänden im Hamburger Kala-Verlag erschien. 
Mit diesen zwölf Werken sollten wieder einige Klassiker der Libertinage dem Leser zugänglich gemacht werden. Sie erschienen in verschiedenen Ausgaben, wie Leder, Halbleder und in einfacher Pappband-Ausgabe. Bei den Texten griff man auf bereits bestehende Übersetzungen von Ludwig von Brunn, Heinrich Conrad und Helmuth Leonhardt zurück. Illustriert wurden die Ausgaben u. a. von Otto Clevé, Eric Godal und Robert Preyer. 

## Ausgaben
1. Claude-Prosper Jolyot de Crébillon: Die Liebestaten des Vicomte de Nantel („Les faits et gestes du Vicomte de Nantel“[1]).
2. Jean-François Cailhava de l'Estendoux: Das Souper der Stutzer („Le souper des petits maître“).
3. Die ehrbare Dirne („La nouvelle Académie des Dames, ou Histoire de Mlle Brion, dite Comtesse de Launay“).
4. Louis-Charles Fougeret de Monbron: Margot, die Flickschusterin („Margot, la ravaudeuse et ses aventures galantes“).
5. Paul Barret (Hrsg.): Mademoiselle Javot („Mlle Javotte“)[2]
6. Mathieu-François Pidansat de Mairobert: Anandria oder Die Bekenntnisse der Mademoiselle Sappho („L'observateur anglois ou Correspondance entre Mylord All Eye et Mylord All Ear“).
7. Robert-André Andréa de Nerciat: Félcia oder meine Jugendtorheiten, Bd. 1 („Félicia ou Mes fredaines, Bd. 1“).
8. Robert-André Andréa de Nerciat: Félicia oder Meine Jugendtorheiten, Bd. 2 („Félicia ou Mes fredaines, Bd. 2“).
9. Robert-André Andréa de Nerciat: Félicia oder Meine Jugendtorheiten, Bd. 3 („Félicia ou Mes Fredaines, Bd. 3“).
10. Robert-André Andréa de Nerciat: Félicia oder meine Jugendtorheiten, Bd. 4 („Félicia ou Mes fredaines, Bd. 4“).
11. Abbé du Prat: Venus im Kloster oder Die Nonne im Hemd. Merkwürdige Gespräche („Vénus dans le cloître ou La religieuse en chemise“).
12. Robert-André Andréa de Nerciat: Der über Nacht erworbene Doktorhut („Le doctorat impromptu“).